# Ntobo (Tabora)
Ntobo è una circoscrizione rurale (rural ward) della Tanzania situata nel distretto di Igunga, regione di Tabora. Conta una popolazione di 9 715 abitanti (censimento 2012).